# La Chauve-Souris (film, 1962)
Pour les articles homonymes, voir La Chauve-Souris (homonymie).
Pour plus de détails, voir Fiche technique et Distribution.
La Chauve-Souris (titre original : Die Fledermaus) est un film autrichien réalisé par Géza von Cziffra sorti en 1962.
Il s'agit de l'adaptation de l'opérette de Johann Strauss II.

## Synopsis
Gabriel Eisenstein, syndic chez Arabayam & Co., doit faire face à une peine d'arrêt de huit jours à la prison du district de Grinzing pour insulte à un fonctionnaire. Dans le même temps, cependant, il doit être au bal du prince Orlofsky pour son employeur Basil Arabayam en tant que marquis Renard avec une épouse fictive. Cette femme aurait persuadé le prince de lui céder des terres riches en pétrole à Bakoutine sur la mer Noire, qui devraient être immédiatement transmises à Arabayam.
Le Pista von Bundassy, qui est ami avec Eisenstein, se procure les billets nécessaires et affirme qu'Eisenstein est condamné à une journée de prison pour qu'il puisse aller au bal. Comme il veut se venger d'une farce à Eisenstein - Eisenstein avait une fois laissé Pista endormi en costume de chauve-souris dans le parc de la ville de Vienne - il oblige Eisenstein pendant le bal à faire croire qu'Adele, la femme de chambre de sa propre femme, est son épouse.
Alfred, l'amant d'Adele, se trouve à la porte d'entrée d'Eisenstein. Il est confondu avec lui et arrêté par le directeur de la prison de Grinzingen et amené à la prison par des policiers.
Le directeur de la prison Frank, sous le faux nom Chevalier Chargrin, a également une invitation pour le bal du prince Orlofsky.
La femme d'Eisenstein, Rosalinde, remarque les escroqueries de son mari et se présente au bal comme sa propre sœur jumelle Sonja, déjà connue du prince. Quand Eisenstein fait face à la prétendue Sonja, il craint pour son mariage et assure une rencontre intime entre Rosalinde et le prince.
Le lendemain, Rosalinde se révèle à son mari. Ils se disputent puis se réconcilient. Le prince Orlofsky donne à Rosalinde 1 000 hectares de terres, mais conserve les droits de production de pétrole.

## Fiche technique
- Titre : La Chauve-Souris
- Titre original : Die Fledermaus
- Réalisation : Géza von Cziffra assisté de Margrith Spitzer
- Scénario : Géza von Cziffra
- Musique : Johann Strauss II
- Direction artistique : Fritz Jüptner-Jonstorff, Alexander Sawczynski
- Costumes : Paul Seltenhammer
- Photographie : Willy Winterstein
- Son : Herbert Janeczka
- Montage : Arnfried Heyne
- Production : Herbert Gruber
- Sociétés de production : Sascha-Film
- Société de distribution : Omnia Deutsche Film Export
- Pays d'origine :  Autriche
- Langue : allemand
- Format : Couleur - 2,35:1 - Mono - 35 mm
- Genre : Musical
- Durée : 107 minutes
- Dates de sortie :
  -  Allemagne : 2 février 1962.
  -  Danemark : 15 juin 1962.
  -  France : 12 décembre 1962[1].
  -  Finlande : 18 janvier 1963.
  -  Allemagne de l'Est : 12 avril 1963.
  -  Suède : 30 mars 1964.

## Distribution
- Peter Alexander : Gabriel Eisenstein
- Marianne Koch : Rosalinde
- Marika Rökk : Adele
- Willy Millowitsch : Frank
- Gunther Philipp : Pista von Bundassy
- Boy Gobert : Le prince Orlofsky
- Hans Moser : Frosch
- Oskar Sima : Basil Arabayam
- Susi Nicoletti : La baronne Martens
- Rolf Kutschera : Alfred
- Rudolf Carl : Josef, le majordome
- C. W. Fernbach : Un prisonnier
- Ellen Umlauf : Une jeune femme dans la prison
- Johannes Roth : Le gros vagabond